# 曹珩
曹珩，字楚翘，湖北天门人，出生于1893年，1984年在台湾去世。著名辛亥首义元勋。

## 簡歷
曹珩幼时父亲于县长任内去世，寡母含辛茹苦将三兄妹抚养成人。族叔曹进为黎元洪二十一混成协管带（营长），1904年曹珩跟随曹进加入清新军步队四十一标，曹进和营书记官李长龄都是辛亥革命中坚，受其影响，曹珩1908年加入群志学社，参与起义筹备工作。1909年阴历正月初九，蒋翊武、刘复基、曹珩等12人在武昌黄鹤楼发起成立策动武昌首义的主要团体"文学社"，曹珩负责通讯联络。曹珩时任四十一标一营后队五棚正目、文学社在第四十一标一营代表。
1911年10月9日凌晨，起义密谋意外暴露，彭刘杨等人被残酷杀害清政府大肆追捕，起义总指挥蒋翊武被迫逃逸。当日晚，曹珩召集几位营代表开会，决定于10日晚7时举义，以枪响为信号。10日晚，新军兵营意外枪响，曹珩便命令士兵佩戴白色袖标，发布了首义第一个口令“攻备”，率领士兵攻打藩台衙署，看守藩库金银钞票，为湖北军政府金融稳定提供了重要保障。首义一举成功，曹珩由班长升为排长，驻扎武昌黄鹤楼戍守江防，自制一面红旗，亲书“兴汉排满”四字，高举义旗飘扬楼头。湖北军政府成立后，曹珩任起义军战时总指挥部参议、鄂都督府督战官、上校军械处长等职。阳夏保卫战是辛亥革命中规模最大、战斗最激烈，也是关键一役，起义军牺牲惨重。曹珩在阳夏保卫战中任鄂都督府督战官，在前线指挥作战。此后袁世凯闹帝制复辟丑剧，曹珩参加两次讨袁战争，任少将旅长。1917年曹珩因不满军阀混战辞去军职返乡，1931年在宜昌督察长任上与当时的宜昌县警察局长吕国桢义结金兰。1937年抗日战争爆发，曹珩再次奔赴战场，在吕国桢部担任参谋、参议、书记员等职。抗战后期鄂西北战场成为抗日要冲，曹珩转往襄枣师管区司令李春初（曹珩女婿）麾下任职。1948年吕国桢出任高雄要塞司令，曹珩随行到台湾。
1970年，蒋介石、蒋经国父子在高雄西子湾面见曹珩表示慰问，并指示高雄国民党市委和市政府主官妥善安排好曹珩的生活，为曹珩购买住宅。在蒋氏父子亲自关照下，曹珩任高雄市政府参事。曹珩80大寿时蒋介石亲笔题写寿轴表示祝贺，曹珩将寿轴悬挂于厅堂之上。
1981年，台湾庆祝辛亥首义70周年，恰逢曹珩90寿诞，台湾很多新闻都报道了台湾各界为曹珩贺寿的消息，蒋经国总统、谢东闵副总统、中央委员会秘书长蒋彦士、国防部长高魁元、参谋长宋长志先生等多位高级官员赠送了寿匾寿轴。
1979年，叶剑英元帅发表《告台湾同胞书》，80年代初中国大陆开展对台喊话，呼吁三通，武汉、天门、南昌等地统战部门找到曹珩女儿女婿等人，希望能够帮助做一些统战工作。曹珩辗转接到女儿书信后引发思乡之情，告诉亲友说骨肉分离是他人生最大憾事。
1984年，曹珩辞世，中国国民党中央委员会特拨付丧葬费用，由高雄市委员会、辛亥首义同志会、湖北同乡会以及高雄市各界联合组成治丧委员会予以哀悼，棺椁覆盖中国国民党党旗。曹珩火化后骨灰暂栖高雄栖霞精舍。

2001年台湾辛亥武昌首义同志会理事长李志新访问武汉，专程看望曹珩长女曹璧，并向曹璧赠送了曹珩生前手书黎元洪1911年10月17日辛亥首义祭天大典誓辞。曹珩曾参与该誓词起草，据李志新介绍，曹珩对誓词终身不忘。

## 曹珩治丧委员会讣告
故曹珩先生生平事略
先生名珩，字性灵，别号楚翘。生于民前20年3月20日，祖父在府公与父端礼公世居湖北天门北乡之四合镇，世代均以耕读为业，父端礼公且为清光绪之乡秀才。
先生于少年时期，以聪颖过人，塾师称之为天才儿童。当时清廷积弱，渐形轻文重武之趋势，尤鉴于甲午、庚子诸役，饱受外人欺凌，遂萌弃文从武之念。适 国父孙中山先生奔走革命，广征同志，鼓吹三民主义，先生乃潜赴汉埠，加入鄂省新军，并参加文学社组织。首以结义金兰联络感情为由，广征同志，次以宣传革命，兴汉排满，扩充实力，策划起义。不料孙武同志制造炸弹失慎，惊动汉口巡捕搜获起义名册，一部分同志业已成仁。先生乃联络工程营，由熊丙坤发枪，全部新军响应，一夜之间，满清溃亡，而革命一举成功矣！
辛亥革命首义告成，先生以兴汉排满之宿愿已偿，拟作归计，未奉邀准，反升先生为总司令部参谋，授阶少将，后升任旅长。民国六年，袁氏帝制失败，先生辞职回乡，意图退隐山林，孰料日本侵华，七七变起，先生又参加抗战及以后之戡乱工作，虽未见显赫之功，但奔走南北，滞留巴渝，辛劳备著。
38年随军来台，在高雄要塞工作，时先总统蒋公驻跸西子湾，获知先生境况，蒙交待本市党政主管同志为之安排生活所需，乃得与夫人相依为命，颐养天年，安然辞世。先生长公子涤尘、长女壁、次女鉴皆陷大陆，其未能亲睹神州光复，儿孙团聚，不无遗憾！中国国民党中央委员会闻耗，特拨付丧葬费用，兹由高雄市委员会、辛亥首义同志会、湖北同乡会以及高雄市各界合组治丧委员会，善事终典，以慰忠灵。
故曹珩先生治丧委员会

### 腳註
1. 1 2 3  台湾高雄曹珩治丧委员会讣告
2. ↑  台湾辛亥武昌首义同志会 辛亥台湾辛亥武昌首义同志会网站-辛亥历史-人物志
3. ↑  曹珩著《辛亥首义回忆录》，《湖北文獻》第四期,1956-07-10，湖北同乡会印行（台湾）
4. 1 2 3 4  曹璧《辛亥首义元勋半世飘零半世心酸——怀念我的父亲曹珩》，《纵横》，2011-10-10,中国全国政协文史资料委员会（中国大陆）
5. ↑  《曹老先生的壽辰》，作者牧男，《湖北文獻》第60期,1970-07-10，湖北同乡会印行（台湾）

### 其他
- 辛亥武昌首义同志会. .
- 沈云龙 郭廷以 贾廷诗 周道瞻 陈存恭. . 湖北文献. 2011-01-10, (178): 9.
- 湖北文献编辑部. . 湖北人物志. 1977-02-150, (1).
- 湖北文献编辑部. . 湖北文献. 1978-07-10, (48).